# Schloss Knillenberg

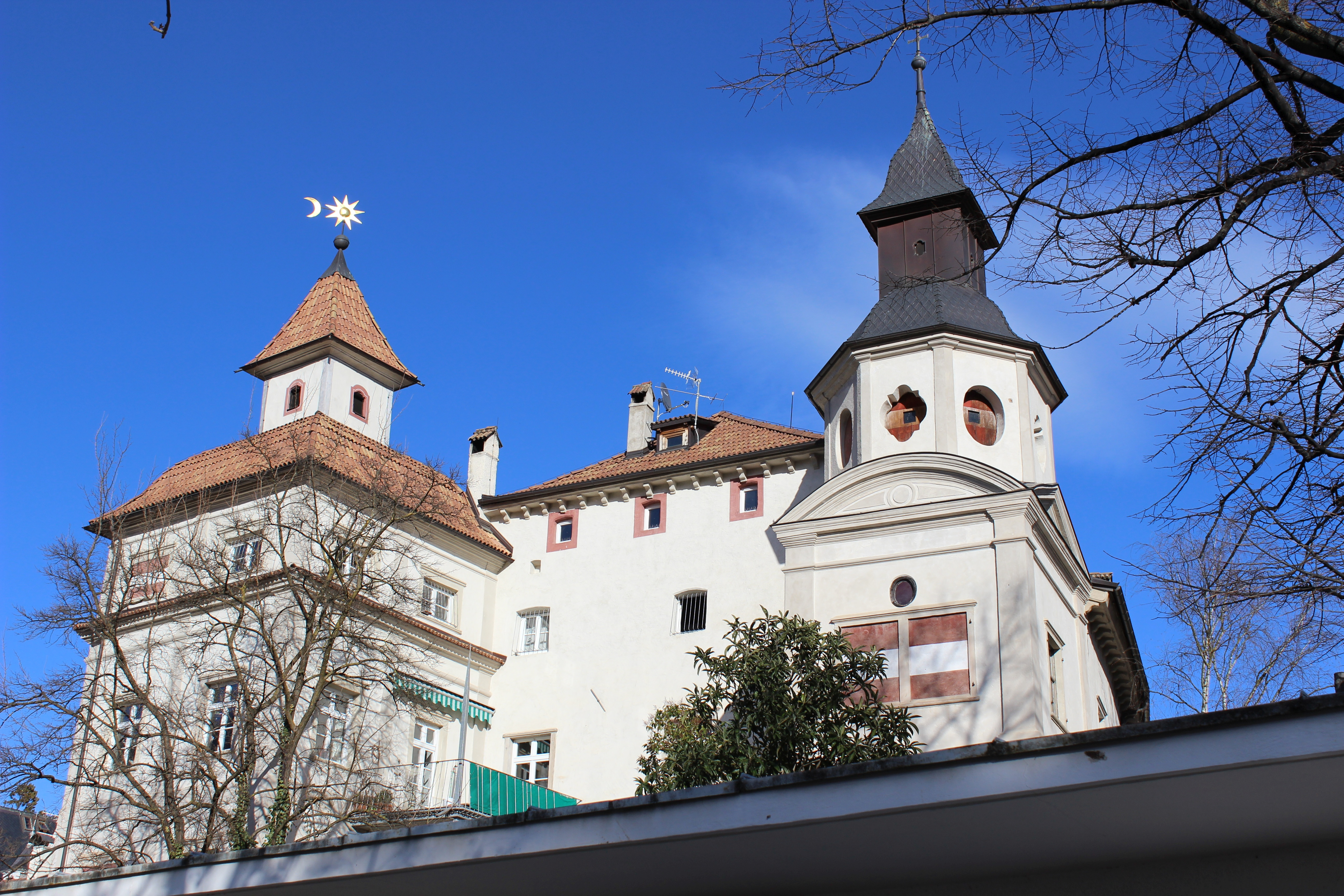
Schloss Knillenberg 2015

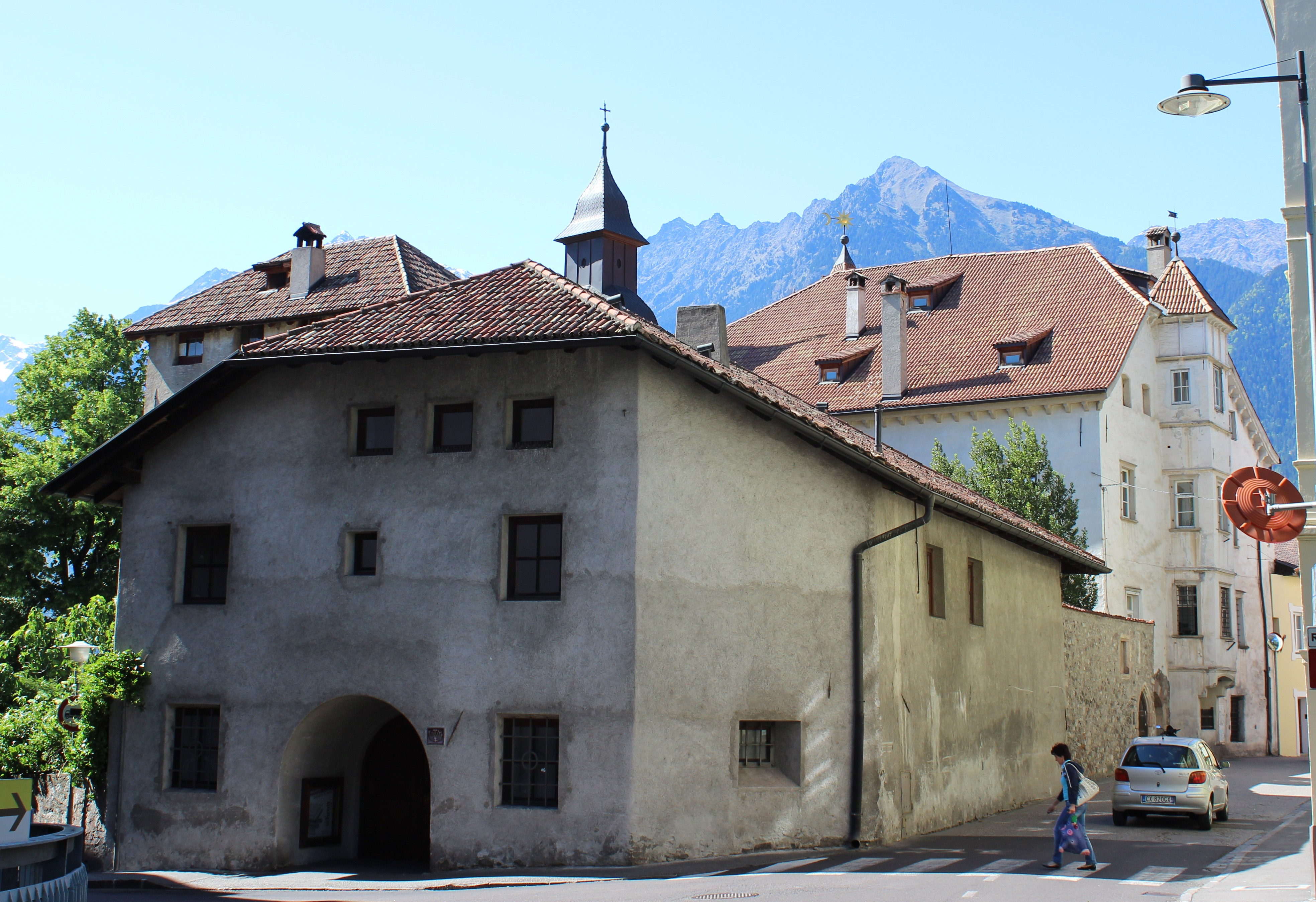
Ansicht von Süden

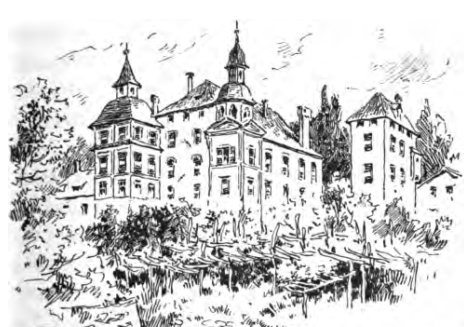
Zeichnung von Wilhelm Humer

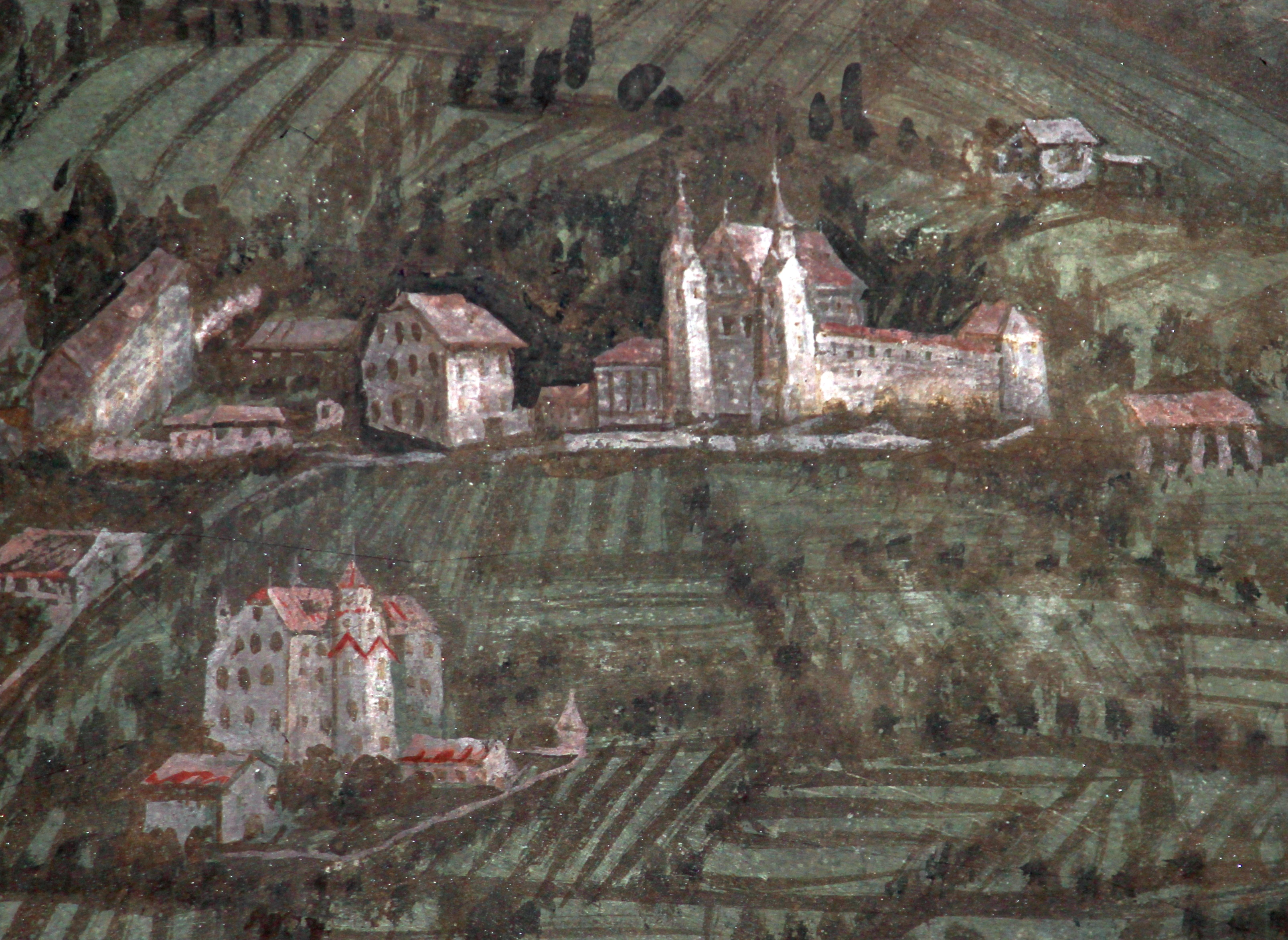
Die Schlösser Winkl und Knillenberg auf einem Fresko

Knillenberg ist ein schlossartiger Ansitz oberhalb von Schloss Winkel in Meran-Obermais in Südtirol.

## Geschichte
Man nimmt an, dass der älteste Teil der Anlage, ein mittelalterlicher Wohnturm, im 12. Jahrhundert von den Herren von Mais erbaut wurde. Spätere Besitzer waren die Herren von Zekolf. 1439 stiftete Johann Zekolf eine Jahresmesse in der Kirche St. Georgen in Obermais. Den heutigen Namen erhielt das Anwesen von der Familie Knillenberg. Am 25. November 1506 genehmigte Kaiser Maximilian I. in Salzburg den Brüdern Andreä und Kaspar Knilling eine Wappenvermehrung und erteilte ihnen das Recht, sich Knillenberger nennen zu dürfen. 1513 kaufte Andreas Knilling den Besitz in Obermais und benannte ihn in Knillenberg um. Nikolaus von Knillenberg zu Reichenbach verkaufte 1616 Knillenberg an Johann Eckhart von Rosenberg zu Winkel, der 1622 starb. Das 1610 geadelte Geschlecht nannte sich nach seinen Gütern auch "von Rosenberg zu Winkl und Knillenberg".
1641 veräußerten die Rosenbergische Erben den Besitz an den Bischof von Chur Johann Flugi, der neben dem alten Wohnturm einen Renaissancebau mit zwei Ecktürmen errichten ließ. Die Kapelle freskierte Josef Wengenmayr. 1700 war der Besitzer Franz Andreä von Flugi. Aus finanziellen Gründen verkaufte der letzte Flugi das Schloss an die ursprünglichen Besitzer von Knillenberg. Sebastian von Knillenberg, der 1812 ohne männlichen Erben starb, vermachte es seiner Tochter Johanna, der Frau des Meraner Kaufmanns Thomas Verdroß. Dessen Sohn Sebastian Verdroß trat Knillenberg 1868 an Paul Freiherr von Giovanelli ab, der das Schloss im Inneren neu ausstatten ließ. Bereits Anfang des 20. Jahrhunderts diente Knillenberg als Hotel. Seit 1951 ist es ein geschütztes Baudenkmal. Das Schloss befindet sich heute in Privatbesitz und kann nicht besichtigt werden.